# La Vie en rose (In-Grid)
La Vie en rose è un album della cantante italiana In-Grid, pubblicato nel 2004 dall'etichetta discografica CNR. Si tratta di un album di cover di canzoni in francese, prodotto da Alfredo Larry Pignagnoli.

## Tracce
CD (CNR 28510 422276)
1. Milord (Marguerite Monnot, Georges Moustaki)
2. La Vie en rose (Édith Piaf, Marcel Louiguy)
3. Les Champs Elysees (Dance Version) (Pierre Delanoë)
4. Accordeonist (Michel Emer)
5. Un beau roman (Une belle histoire) (Pierre Delanoë, Michel Fugain)
6. Chanson d'amour (Whayne Shanklin)
7. Un homme et une femme – 3:31 (Francis Lai, Pierre Barouh)
8. Les feuilles mortes (Joseph Kosma, Jacques Prévert)
9. Ne me quitte pas (Jacques Brel)
10. La mer (Charles Trenet)
11. Et maintenant (Pierre Delanoë, Gilbert Bécaud)
12. Non, je ne regrette rien (Charles Dumont, Michel Vaucaire)
13. Les Champs Elysees (Pierre Delanoë)

Durata totale: 3:31

## Classifiche
| Classifica (2004) | Posizione massima |
| ----------------- | ----------------- |
| Polonia           | 2                 |
| Repubblica Ceca   | 33                |